# Deadliest Warrior (videogioco)
Deadliest Warrior: The Game è un videogioco sviluppato dalla Pipeworks Software e pubblicato dalla Spike Games. Basato sul programma televisivo Deadliest Warrior, il gioco permette di impersonare un personaggio di diverse epoche storiche, con i propri stili di lotta e armi.
Il gioco è stato distribuito per la prima volta per Xbox 360 il 14 luglio 2010, e poi per PlayStation 3 il 5 ottobre dello stesso anno.

## Modalità di gioco
Deadliest Warrior è un picchiaduro in cui si scelgono due guerrieri di differenti epoche storiche, che si affrontano a vicenda in un'arena aperta. Invece di muoversi secondo una rigidità bidimensionale, i due giocatori possono muoversi liberamente per tutta l'arena. Ogni guerriero ha un set di stili di combattimento composti in stili di lotta, armi da vicino e armi da lontano, e vista la diversità ovvia in questi combattenti, il giocatore deve formulare una propria strategia per sconfiggere il proprio avversario. Ci sono 3 diverse classi di guerrieri, ognuna con le proprie tattiche offensive, difensive ed evasive:
- Guerriglieri: non hanno armatura, e ciò li rende vulnerabili a qualsiasi attacco, ma sono i più agili.
- Campioni: sono specializzati in attacchi critici, ma le loro armature pesanti e i loro scudi li rendono lenti.
- Berserker: sono forti in attacco, ma sono più deboli dei Campioni e più lenti dei Guerriglieri; sono quindi bilanciati.

Ogni guerriero ha un set di 4 stili da usare in combattimento: a corto raggio (a una mano, di solito con uno scudo), a medio raggio (con due mani), a lungo raggio (con un dato limite di munizioni in ogni round) e uno speciale e sbloccabile, comunque schivabile, con un attacco speciale. Ogni personaggio può cambiare un proprio stile a piacimento, eccetto gli attacchi speciali che necessitano di una pressione di un paio di tasti. Le armi a lungo raggio sono limitate da 1 a 5 proiettili a seconda del personaggio e dell'arma; queste armi possono essere raccolte nel caso non vadano a segno, ma possono anche essere spezzate dall'avversario. Ogni guerriero ha due armi principali, a parte gli attacchi speciali, che possono essere selezionate prima di ogni duello, ognuna con le proprie statistiche di danno, velocità e ferite. Le armature sono anch'esse di due tipi per guerriero, utili per contrastare o per constatare le debolezze contro i tre parametri suddetti contro l'arma principale. Alcuni guerrieri, però, come il Monaco Shaolin, in Ninja e il Pirata, possiedono un'armatura utile solo apparentemente, che li rende quindi vulnerabili a molti attacchi.
Il gioco presenta danni realistici, il che significa che il giocatore può amputare o tagliare le braccia e le gambe, ma anche decapitare, potendo poi infierire ancora sullo sconfitto ormai indifeso. Nel caso di rottura di arti, il giocatore non è comunque sconfitto, ma avrà difficoltà nel combattere: infatti, una gamba rotta rende difficili i movimenti, e un braccio rotto influenzerà negativamente l'agilità nell'attacco, costringendo la vittima ad usare solo attacchi a breve raggio. Gli arti amputati causano anche perdita di sangue, togliendo gradualmente la salute fino alla sconfitta per dissanguamento. Durante il duello, ogni giocatore può tentare di colpire l'avversario con un colpo speciale, durante il quale il tempo viene rallentato: nel caso il tiro vada a segno quando l'avversario ha una bassa quantità di energia, si verificherà una Finishing Move, in modo simile alle Fatality.
Il gioco contiene una modalità Arcade a giocatore singolo, dove gli avversari sono tutti gli 8 guerrieri del gioco standard, compreso quindi il personaggio selezionato, contro il quale il giocatore disputerà un mirror match che, se vinto, sbloccherà l'attacco speciale del guerriero selezionato. È inoltre presente una modalità Versus in cui il giocatore affronterà semplicemente il computer o un altro giocatore umano. Le sfide includono la modalità Survival, che consiste nello sconfiggere quanti più avversari possibili, e un minigioco, nel quale si devono tagliare più carcasse di maiali possibili. La modalità Online presenta anche dei Versus online e una modalità Torneo, che permette a più di un giocatore alla volta di giocare.

## Personaggi
| Guerriero            | Corto raggio             | Medio raggio                        | Lungo raggio                       | Armatura                                   | Attacco speciale   |
| -------------------- | ------------------------ | ----------------------------------- | ---------------------------------- | ------------------------------------------ | ------------------ |
| Apache               | Pugnale (pietra o ferro) | Tomahawk (ferro od osso di cavallo) | Frecce (di ferro o avvelenate)     | Pittura a mano, Pittura di guerra          | Clava di pietra    |
| Centurione           | Gladius, Spatha          | Lancea, Hasta                       | Plumbata, Pilum                    | Lorica (segmentata o hamata)               | Falx               |
| Cavaliere            | Spada, Mazza             | Azza, Alabarda                      | Balestra (leggera o pesante)       | Armatura di Massimiliano, Corazza di cuoio | Stella del mattino |
| Ninja                | Ninjatō, Wakizashi       | Kusarigama, Kyoketsu-shoge          | Shuriken, Fukiya                   | Shinobi shozoku, Tatami-do                 | Uovo di vetro      |
| Pirata               | Cutlass, Pugnale         | Picca, (anche appuntita)            | Pistola Flintlock, Blunderbuss     | Panciotto in cuoio, Giacca privata         | Grenado            |
| Samurai              | Katana, Nodachi          | Naginata, Yari                      | Yumi (daikyu o hankyu)             | Do-maru, Nimaido                           | Kanabo             |
| Spartano             | Xiphos, Xyele            | Dory, Sarissa                       | Giavellotto (leggero o pesante)    | Corazza di bronzo, Linothorax              | Falcata            |
| Vichingo             | Spada lunga, Skeggox     | Atgeir, Grande ascia                | Lancia, lance gemelle              | Maglia di ferro, Lamella                   | Scramasax          |
| Rajput (DLC)         | Khanda, Gurj             | Thabar, Bhuj                        | Chakram, Quoit                     | Chahar-ahina, Brigantina                   | Katara gemelli     |
| Monaco Shaolin (DLC) | Jian, Diao               | Shuang Ghou, Ji Zhua Lian           | Pugnale volante, Freccia di manica | Kasaya, Vesti di Buddha                    | Emeici gemelli     |
| Zande (DLC)          | Makraka, Kahnjar         | Makrigga (leggera o pesante)        | Kpinga, Botto e pima               | Abito da duello, Abito cerimoniale         | Shotel             |

## Sequel
Il 7 aprile 2011 è stato annunciato il sequel del gioco, Deadliest Warrior: Legends. Esso non avrebbe incluso guerrieri dai nomi singoli, ma veri e propri personaggi storici, quali Attila, Gengis Khan, Giovanna d'Arco e Alessandro Magno. Il gioco è stato distribuito a metà luglio per PSN e XBLA.

## Accoglienza
| Testata                                | Versione | Giudizio |
| -------------------------------------- | -------- | -------- |
| Metacritic (media al 31 dicembre 2020) | X360     | 56/100   |
| Eurogamer                              | PS3      | 4/10     |
| Eurogamer (Italia)                     | PS3      | 8/10     |
| GameSpot                               | X360     | 6.5/10   |
| Giant Bomb                             | PS3      | [ 8 ]    |
| IGN                                    | PS3      | 7.0/10   |
| Joystiq                                | PS3      | [ 10 ]   |
| OXM (USA)                              | X360     | 6.5/10   |
| OXM (UK)                               | X360     | 5/10     |

Il gioco ha avuto un'accoglienza altalenante. Metacritic, basandosi su 26 recensioni, ha dato voto 56 su 100 al gioco; nonostante la violenza elevata, il gioco è graficamente scarso, vista la visuale dal lavoro frettoloso.